# Муїз ад-Даула
Муїз ад-Даула (*бл. 915 — 8 квітня 967) — емір Іраку в 945—967 роках. Тронне ім'я перекладається як «Захисник держави». Повне ім'я Муїз ад-Даула Абуль-Хусейн Ахмад ібн Буя.

## Життєпис

### Молоді роки
Походив зі старовинного роду місцевої знаті в Західному Дейлемі (сучасна провінція Гілянь). Його предки вже служили шахам Сасанідської держави. Згодом рід перейшов в іслам, ставши прихильником шиїтів. Син вождя дейлемітів Буї. Народився в області Дейлем близько 915 року. При народженні отримав ім'я Ахмад. Про молоді роки нічого невідомо.
Початку своїй кар'єри зобов'язаний братові Алі, який у 928 році поступив на службу до саманідського намісника Хорасану і Табаристану Макана ібн Какі. Незабаром військову посаду при братові отримав також й Ахмад. У 930 році разом з братом підтримав заколот Макана проти Саманідів. У 931 році разом з Алі перейшов на бік роду Зіяридів, який встановив владу на переважній частині Персії.
У 934 році брав участь у походах брата на півночі Персії. У 935 році після повалення влади Зіяридів у Ширазі та захоплення провінції Фарс військами Алі останній призначив Ахмада командувати захопленням провінції Керман, де зміцніла династія Іл'ясидів, що утворили напівнезалежну державу. Спочатку Ахмаду вдалося завдати супротивнику низку поразок, захопивши Керман. Втім, невдовзі він наштовхнувся на спротив белуджських та кашкайських племен, в боях з якими зазнав невдач. Також Ахмада було поранено, він втратив руку й кілька пальців на другій руці. Після цього Алі відкликав Ахмада. На деякий час той поселився у містечку Істахр.
У 939 році очолив війська проти роду Баридів, які утворили в Хузістані напівнезалежну державу. В ході військової кампанії він до 941 року переміг війська Баридів, ставши фактично володарем цієї провінції. У 943—944 роках провів декілька кампаній проти Басри, але без успіху.
У 944 році розпочав військові кампанії в Іраку. Того ж року було захоплено місто Васіт. У 945 році, скориставшись конфліктом халіфа аль-Муттакі з фактичним володарем Багдадського халіфату амиром аль-умара Тузуном для початку нової військової кампанії. Ахмад завдав поразки Тузуну, проте той знищив єдиний міст, що вів до Багдада. За цих обставин Ахмад не наважився штурмувати Багдад і відступив. Невдовзі Тузун помер й новим амором аль-умара став Абу Джафар ібн Ширзад, який мав замало підтримки. Тому Ахмад знову рушив на Багдад, таємно підтриманий новим халіфом аль-Мустакфі. 19 грудня 945 році війська буїдів без спротиву зайняли Багдад.

### Емір
Ахмад отримав від халіфа титул аміра аль-умара та почесне ім'я Муїз ад-Даула (також старший брат Ахмада Алі став Імадом-ад-Даулою). Разом з тим Муїз ад-Даула визнав брата Імада ад-Даулу старшим еміром та зберіг тому вірність. Емір оселився в Багдаді, де створив район зі своїх вояків-дейлемітів. Також запросив багатьох вчених та богословів з Персії.
У 946 році, почуваючись більш упевненим, наказав повалити халіфа аль-Мустакфі, поставивши замість нього аль-Муті. Втім, землі та майно халіфа було конфісковано, а аль-Муті призначено поденне утримання у 100 дірхем (становило 2 % утримання колишнього халіфа). Муїз ад-Даула мав намір повалити династії Аббасидів та утворити шиїтський халіфат на чолі з представником роду Алідів. Втім, з огляду на переважну кількість сунітів у Багдаді та Іраку, відмовився від цієї ідеї.
Натомість такі дії не підтримав Насир ад-Даула з роду Хамданідів, емір Мосулу, який і далі визнавав халіфом аль-Мустакфі. Невдовзі почалися бойові дії. Спочатку війська Муїза здійснили рейд до Мосула. У відповідь Насир ад-Даула рушив на місто Самарра. Муїз ад-Даула відправив війська до Тікріта та Самарри, але в цей час війська Хамданідів раптово захопили Багдад. З відвойованих міст війська Буїдів змушені були повертатися до столиці халіфату. В результаті війська Муїза ад-Даули та Насира ад-Даули в Багдаді стала розділяти річка Тигр. Ця ситуація тривала 3 місяці. Намагаючись здолати супротивника, Муїз ад-Даула створив річковий флот. Водночас постійні бойові дії призвели до фактично розграбуванню Багдада й голоду серед містян. Деякий час Муїз ад-Даула розмірковував, чи не залишити Багдад і перенести столицю до Ахваза в Хузистані. Зрештою 1 серпня здійснив блискавичну кампанію проти війська Хамданідів, яких зумів вправним маневром відволікти, а потім раптовим ударом перейти Тигр й завдати супротивнику поразки. Внаслідок паніки війська Хамданідів стали тікати. Втім здобути повну перемогу, переслідуючи ворога, завадили вояки Муїза, що почали грабувати місцевих мешканців, незважаючи на сувору пересторогу Муїза ад-Даули проти цього.
Потім почалися перемовини між Муїзом ад-Даулою та Насиром ад-Даулою щодо встановлення миру. Втім, проти цього виступили тюркські найманці, колишні гвардійці халіфату, які повстали проти Насира. Для їх придушення Муїз спрямував війська, що перемогли найманців. Зрештою було укладено мир з Хамданідами, які визнали халіфом аль-Муті, натомість Муїз ад-Даула визнав владу Насира ад-Даули над північним Іраком та погодився не витребувати з нього данини.
У 947 році рушив на рештки роду Баридів, що затвердилися у Басрі й під час боротьби Буїдів з Хамданідами захопили важливе місто Васіт. В результаті успішної кампанії Муїз ад-Даула здолав супротивника й приєднав південний Ірак до своїх володінь. У 948 році з новою потугою рушив проти Насир ад-Даули, якому завдав поразки. Втім, не довершив справу, оскільки рушив на допомогу братові Рукн ад-Даулі. Перед тим уклав мирний договір, за яким хамданіди поновлювали сплату данини, а також у хутбі стали згадувати імена Муїза та його братів після імені халіфа.
Протягом 948 року діяв спочатку в союзі з Рукн ад-Даулою в Персії. Після повернення рушив проти Батіхаського емірату в південній частині Іраку. Останньому було завдано рішучої поразки, встановлено зверхність Муїза ад-Даули, який поставив на чолі залежного еміра (втім, Батіхаську державу не ліквідував). У 949 році після смерті брата Імада ад-Даули спрямував війська на підтримку небожа Фанни Хосрова, що став еміром Фарсу. Муїз визнав брата Рукн ад-Даулу старшим еміром, проте наполіг, щоб Фанна прийняв ім'я Адуд ад-Даула.
Водночас багато зробив задля відновлення Багдада після численних бойових дій. Було відновлено численні канали, збудовано над ними мости. По всій країні велася боротьба з розбійниками. Очищення країни від злодіїв сприяло покращенню торгівлі. Власним коштом Муїз ад-Далу споруджував медресе (навчальні заклади) та маристани (лікарні). Виділялися кошти на допомогу нужденним, багато зроблено для подолання голоду.
У 950 році повстав Батіхаський емірат, який довелося упокорювати протягом 950—951 років. У 951 році було укладено мир з Батіха, за яким емірат зберіг існування в обмін на данину. 952 року почала наступ Візантійська імперія, війська якої перетнули Євфрат. За цих умов Муїз ад-Даула надав військову допомогу Саїф ад-Даулі Хамданіди, еміру Алеппо. Об'єднані війська Хамдінадів та Буїдів перемогли візантійців на чолі з Бардою Фокою Старшим у битві при Мараші.
У 953 році відбив напад карматів та правителів Оману на Басру. Втім вже у 955 році знову почалося повстання батіхаського емірату проти Буїдів. Дейлемітський військовик Муза ад-Даули — Рузбахан, — якого він спрямував на придушення повстання, перейшов на бік Батіхаського емірату. Скориставшись з цього, почав наступ Насир ад-Даула, емір Мосула. 956 року зумів захопити північний Оман. Того ж року повністю відновив іригаційну систему Іраку. У 957 році Муїзу вдалося перемогти повсталих дейлемітів та захопити Рузбахана, якого невдовзі було страчено.
За цим успіхом Муїз ад-Даула перейшов у наступ проти Хамданідів, яким у 958 році було завдано низку поразок. В результаті війська Буїдів захопили Мосул та Насибін. Насир ад-Даула втік до Алеппо. Втім, у горах війська Хамданідів почали партизанські дії. Тому Муїз ад-Даула у 959 році змушений був залишити північний Ірак та повернутися до Багдада. За новою угодою з Хамданідами, останні сплатили борг з данини та зобов'язувалися в подальшому справно платити данину Буїдам.
У 964 році виник новий конфлікт з Насиром ад-Даулою. Війська Муза ад-Даули знову перемогли Хамданідів, захопивши міста Мосул та Насибін. Втім і цього разу не втрималися на захоплених землях, відступивши на південь. Того ж року по всьому Іраку й Багдаду шиїтам дозволили відзначати власні свята. У 966 році розпочав третій похід проти Батіхаського емірату. Під час цієї кампанії у 967 році він помер. Владу успадкував син Ізз ад-Даула.

## Родина
Дружина — донька дейлемітського вождя Іспандоста.
Діти:
- Абу Мансур Бахтіяр (943—979), емір Іраку у 967—979 роках
- Абу Ісхак Ібрагім (953—978), військовик
- Хабаші
- Абу Тахір
- Марзубан
- Зубайда, дружина Муайяда ад-Даули, еміра Гамадану